# Hiracuka
Hiracuka (japonsky 平塚市) je město v japonské prefektuře Kanagawa. Žije zde přibližně 258 tisíc obyvatel. Leží na pobřeží zálivu Sagami a je významnou sídlištní noclehárnou pro Tokio a Jokohamu. V době šógunátu Tokugawa zde vznikla poštovní stanice, Hiracuka byla založena v roce 1889 a v roce 1932 došlo k jejímu povýšení na město. Byla zde zbrojní továrna Japonského císařského námořnictva a v roce 1945 město těžce poškodilo americké bombardování. Od roku 2001 má Hiracuka status speciálního města. Sídlí zde fotbalový klub Shonan Bellmare. Město je každoročně dějištěm festivalu Tanabata.

## Rodáci
- Jamanaši Hanzó (1864–1944), generál
- Ami Otakiová (* 1989) – fotbalistka
- Eri Hozumiová (* 1994), tenistka
- Keita Dohi (* 2000), sportovní lezec

## Partnerská města
- Lawrence, Kansas, Spojené státy americké (21. září 1990)